# Vilayet di Erzurum
Il vilayet di Erzurum (in turco: Vilâyet-i Erzurum), fu un vilayet dell'Impero ottomano nell'area al confine con gli imperi russo e persiano.

## Storia
Il vilayet di Erzurum era posto al confine con gli imperi russo e persiano ad est ed a nord-est, a nord con il vilayet di Trebisonda, ad ovest col Vilayet di Sivas, ed a sud con i vilayet di Bitlis, Mamuret-ül Aziz e Van.
Nel 1875 l'eyalet di Erzurum venne suddiviso tra sei vilayets: Erzurum, Van, Hakkari, Bitlis, Hozat (Dersim) e Kars-Çildir. Nel 1888 per ordine del sultano, il sanjak di Hakkari venne aggiunto al vilayet di Van, e quello di Hozat a quello di Mamuret ul-Aziz.
Le regioni di Kars e Çildir vennero perse durante la Guerra russo-turca (1877-1878) e ceduta all'Impero russo, che amministrò poi l'Oblast' di Kars sino al 1918.

## Geografia antropica

### Suddivisioni amministrative
I sanjak ed i kaza del Vlayet di Erzurum nel XIX secolo erano:
| Erzurum 1. Erzurum 2. Ovacık 3. Kiğı 4. Tercan 5. Hınıs 6. Tortum 7. Yusufeli (Kiskim) 8. Hasankale (Pasinler) | Erzincan 1. Erzincan 2. Refahiye 3. Kuruçay 4. Kemah 5. Bayburt 6. İspir | Doğubeyazıt (Bayezit) 1. Doğubeyazıt 2. Diyadin 3. Ağrı (Karakilise) 4. Eleşkirt 5. Tutak (Entap) |

## Composizione della popolazione
| Provenienza della popolazione residente (dati del 1914)) |         |
| Musulmani                                                | 673.297 |
| Greci                                                    | 4.864   |
| Armeni                                                   | 134.377 |